# Talsperre Chandreja
Die Talsperre Chandreja (spanisch Presa de Chandreja, galicisch Presa de Chandrexa) ist eine Talsperre mit daran angeschlossenen Wasserkraftwerken in der Gemeinde Chandrexa de Queixa, Provinz Ourense, Spanien. Sie staut den Navea zu einem Stausee auf. Die Talsperre dient der Stromerzeugung. Mit ihrem Bau wurde 1945 begonnen; sie wurde 1953 fertiggestellt. Die Talsperre und das zugehörige Kraftwerk sind im Besitz von Iberdrola Generacion S.A. und werden auch von Iberdrola betrieben.

## Absperrbauwerk
Das Absperrbauwerk ist eine Pfeilerstaumauer aus Beton mit einer Höhe von 85 m über der Gründungssohle. Die Mauerkrone liegt auf einer Höhe von 911,5 (bzw. 912) m über dem Meeresspiegel. Die Länge der Mauerkrone beträgt 236 m. Das Volumen beträgt 154.400 m³.
Die Staumauer verfügt sowohl über einen Grundablass als auch über eine Hochwasserentlastung. Über den Grundablass können maximal 53 (bzw. 69) m³/s abgeleitet werden, über die Hochwasserentlastung maximal 500 (bzw. 620) m³/s. Das Bemessungshochwasser liegt bei 500 m³/s.

## Stausee
Beim normalen Stauziel von 910 m erstreckt sich der Stausee über eine Fläche von rund 2,45 km² und fasst 60,62 (bzw. 61) Mio. m³ Wasser; davon können 60 Mio. m³ genutzt werden.

## Kraftwerke
Die installierte Leistung der beiden Kraftwerke wird mit 15 (bzw. 17,18) MW angegeben und ihre gemeinsame durchschnittliche Jahreserzeugung mit 62 (bzw. 75) Mio. kWh.

### Kraftwerk Chandreja
Das Kraftwerk befindet sich am Fuß der Talsperre. Es ging 1954 in Betrieb; die installierte Leistung wird mit 3 (bzw. 3,44 4 4,38 oder 4,82) MW angegeben. Es sind zwei Francis-Turbinen installiert, die 1954 und 1955 in Betrieb gingen und deren Leistung mit 2 und 2,38 MW angegeben wird. Die durchschnittliche Jahreserzeugung liegt bei 16,52 Mio. kWh.
Die Fallhöhe beträgt 66,5 m. Der Durchfluss liegt bei 8 m³/s.

### Kraftwerk San Cristóbal
Von der Talsperre führt ein Kanal entlang der linken Seite des Navea zum Kraftwerk (⊙), das sich ca. 6 km flussabwärts der Talsperre befindet.
Das Kraftwerk ging 1956 in Betrieb; die installierte Leistung wird mit 10,56 (bzw. 11 12 12,36 oder 12,46) MW angegeben. Es sind zwei Francis-Turbinen installiert, die beide 1956 in Betrieb gingen und deren Leistung mit jeweils 5,5 MW angegeben wird. Die durchschnittliche Jahreserzeugung liegt bei 45,67 Mio. kWh.
Die Fallhöhe beträgt 126,2 m. Der Durchfluss liegt bei 10 m³/s.